# IKA Kaiser Bergantin
Pour les articles homonymes, voir Bergantin.
l'IKA Kaiser Bergantin est une automobile produite par le constructeur argentin IKA - Industrias Kaiser Argentina entre 1960 et 1962. Cette automobile est le fruit d'une association entre la carrosserie et les aménagements intérieurs de l'Alfa Romeo 1900 et d'éléments mécaniques fabriqués, pour la plupart, sous licence de constructeurs américains et utilisés sur des modèles en cours de production dans l'usine IKA de Córdoba

## Histoire
En 1959, la société IKA - Industrias Kaiser Argentina a lancé le 'Projet X-60' qui a consistait à vouloir produire en Argentine une voiture de style européen, mais en utilisant autant que possible des éléments mécaniques fabriqués dans l'usine de Santa Isabel à Córdoba pour les Jeep, Estanciera et Caravel construits sous licence. Le président de la société, James McCloud, s'est souvent rendu en Europe pour tenter d'intéresser une grande usine européenne à son projet. Il a contacté des constructeurs en Angleterre, France et Allemagne, mais dans aucun de ces pays il n'a trouvé le partenaire idéal pour intégrer les composants mécaniques d'origine américaine. Il s'est ensuite rendu en Italie chez Alfa Romeo avec qui il a signé un accord au terme duquel le constructeur italien a vendu à IKA toutes les matrices nécessaires à la fabrication de la carrosserie de l'Alfa Romeo 1900 Berline dont la fabrication venait de s'arrêter.
À charge pour les ingénieurs argentins d'y intégrer les parties mécaniques désirées. Ils ont réussi à intégrer le moteur à quatre cylindres de 2 480 cm3 qui était utilisé par ailleurs de même que le pont arrière de la Jeep et les freins à tambour utilisés dans le Estanciera.
Tout le reste de la voiture correspond au modèle Alfa Romeo original, y compris l'excellente suspension avant à roues indépendantes, une nouveauté pour IKA.
La présentation de la nouvelle voiture eut lieu dans la mythique confiserie "Paris" située au coin des rues Paraguay et Libertad à Córdoba. 
La voiture a reçu un très bon accueil dès son début de fabrication le 10 mars 1960. 4.796 exemplaires ont été produits jusqu'au 21 février 1962, date à laquelle les versions De Luxe et taxis sont apparues.

### La version "Super 6"
En 1961, IKA décide d'intégrer le moteur Continental six cylindres qui équipait déjà le modèle Carabela. Cette version vendue avec une carrosserie bicolore, a été fabriquée en série limitée entre le 31 mai 1961 et le 22 février 1962. Seulement 353 exemplaires ont été produits.
Cette version spéciale n'a pas eu de succès bien que sa vitesse de pointe ait dépassé 165 km/h avec les 115 ch que fournissait le moteur. En effet, le moteur était plus long que le 4 cylindres de base et occupait tout le compartiment moteur ce qui a obligé le constructeur à apporter quelques modifications de structure. De plus, le moteur était très lourd et la voiture pêchait gravement par son manque de stabilité à vitesse élevée. Le freinage n'était pas exempt de critiques, les freins à tambour provenant de la Jeep étaient très insuffisants pour garantir des distances d'arrêt correctes.
Très vite donc, les ingénieurs argentins ont convaincu leur direction qu'il fallait respecter les critères conseillés par Alfa Romeo et ont pu reprendre la production de la version de base très appréciée grâce à l'excellente structure créée par Alfa Romeo et notamment le train avant conservé de la 1900 Berline d'origine.

## L'Alfa Romeo 1900

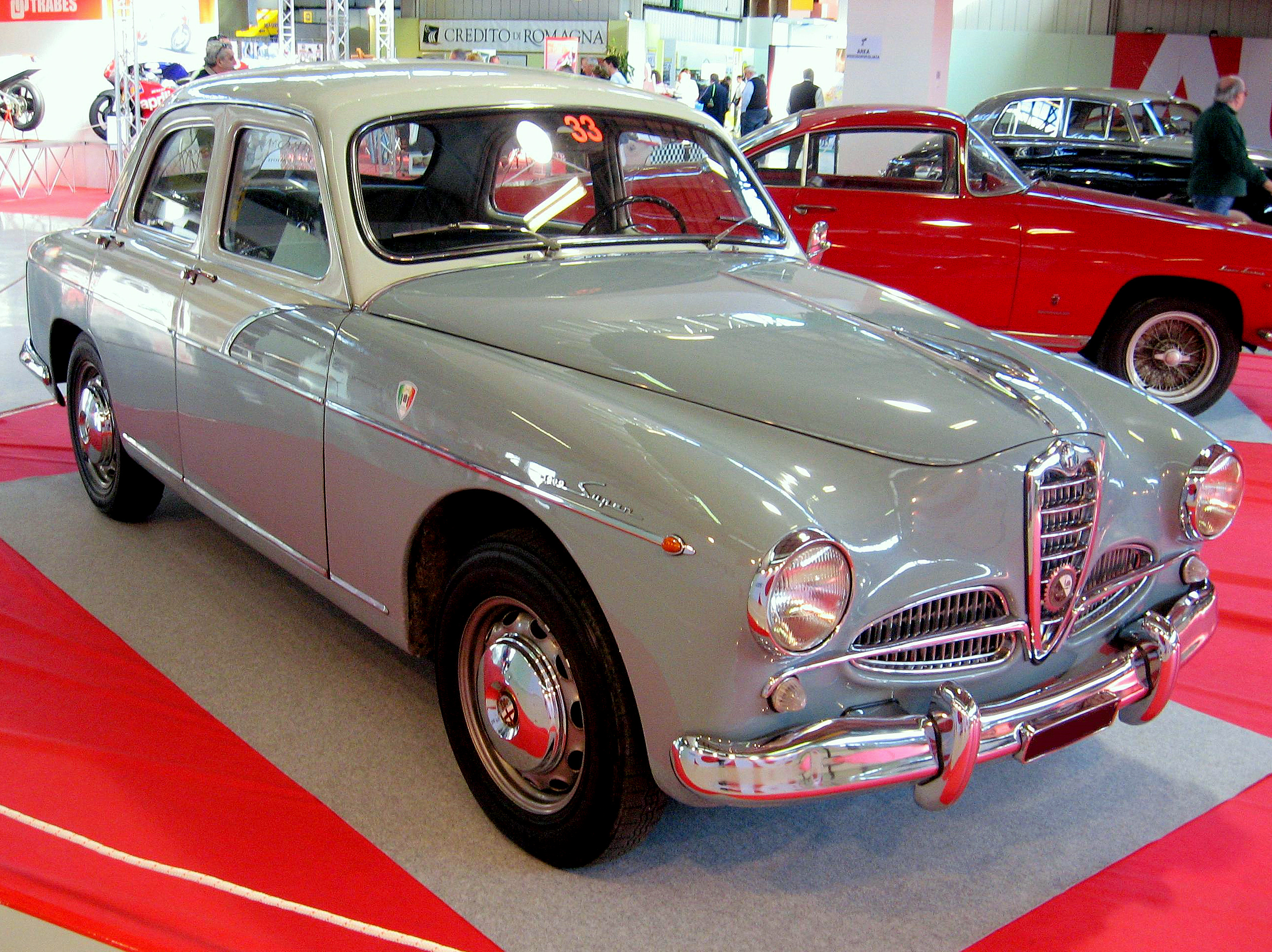
Alfa Romeo 1900 dont la carrosserie a été reprise pour l'IKA Kaiser Bergantin

C'est en 1950 que le constructeur d'État italien Alfa Romeo décida d'arrêter la fabrication de la 6C 2500, dont la conception remontait avant la Seconde Guerre mondiale, et de la remplacer par une voiture moderne, révolutionnaire, l'Alfa Romeo 1900, avec une coque autoportante et non plus un châssis.
Pour la suspension avant de la voiture, Giuseppe Busso (projeteur des groupes mécaniques) opta pour un schéma à quadrilatères transversaux, des ressorts hélicoïdaux et des amortisseurs télescopiques, déjà adoptés sur d'autres modèles de la marque. La suspension arrière était entièrement nouvelle et inédite. Un pont rigide avec couple conique hypoïde, ressorts hélicoïdaux et amortisseurs tubulaires, le tout relié longitudinalement au châssis par deux éléments en duralumin qui conjuguent des effets antiroulis dans les virages.
La configuration de la carrosserie, le projet détaillé de toute la carrosserie et même l'étude des moyens de fabrications furent étudiés intégralement au sein de l'usine Alfa Romeo de Portello.
La première voiture de la série 1900 fut essayée sur la piste Alfa Romeo le 2 mars 1950. Un second prototype fut présenté à l'extérieur du Salon de l'automobile de Turin des 4-14 mai 1950, mais le modèle fut jugé insatisfaisant surtout en raison de sa trop forte ressemblance avec la nouvelle berline Fiat 1400.
La présentation de l'Alfa 1900 à la presse intervient le 2 octobre 1950 à Milan à l'hôtel Principe di Savoia. La présentation officielle eut lieu au Salon de Paris en octobre de la même année.
La production cessa en 1959 après un total de 17.243 voitures produites.
Elle sera remplacée par l'Alfa 2000, une berline imposante beaucoup moins sportive car elle avait une vocation de voiture de représentation. Présentée en avant première au Salon de Turin  de l'automne 1957, elle adoptera la même mécanique.
La première voiture de patrouille rapide de la Police d'État italienne, appelée « Volante », fut une Alfa 1900 TI Super de 1952. De couleur noire et avec l'avant qui ressemblait à un félin, elle fut surnommée « Pantera », ce même qualificatif fut ensuite attribué aux autres voitures de la Police : les Giulia Super et aux Ferrari 250 GTE. Les Alfa 1900 TI Super avec une préparation spécifique pour les brigades motorisées de la Police, se montent à 400, dotées d'un blindage et d'un toit ouvrant spécial pour permettre l'utilisation des armes dans une position droite.